# Sci alpino ai XVIII Giochi olimpici invernali - Discesa libera femminile
Tra le competizioni dello sci alpino ai XVIII Giochi olimpici invernali di Nagano 1998 la discesa libera femminile si disputò lunedì 16 febbraio sulla pista Olympic Course II di Happo One; la tedesca Katja Seizinger vinse la medaglia d'oro, la svedese Pernilla Wiberg quella d'argento e la francese Florence Masnada quella di bronzo. La gara era originariamente in programma il 13 febbraio; fu rinviata a causa delle avverse condizioni meteorologiche.
Detentrice uscente del titolo era la stessa Seizinger, che aveva vinto la gara dei XVII Giochi olimpici invernali di Lillehammer 1994 disputata sul tracciato di Kvitfjell precedendo la statunitense Picabo Street (medaglia d'argento) e l'italiana Isolde Kostner (medaglia di bronzo); la campionessa mondiale in carica era la statunitense Hilary Lindh, vincitore a Sestriere 1997 davanti alla svizzera Heidi Zurbriggen e alla Wiberg.

## Risultati
| Pos. | Pett. | Atleta                | Nazione     | Tempo   | Distacco |     |
| ---- | ----- | --------------------- | ----------- | ------- | -------- | --- |
| 1    | 5     | Katja Seizinger       | Germania    | 1:28,89 |          |     |
| 2    | 15    | Pernilla Wiberg       | Svezia      | 1:29,18 | +0,29    |     |
| 3    | 2     | Florence Masnada      | Francia     | 1:29,37 | +0,48    |     |
| 4    | 4     | Mélanie Suchet        | Francia     | 1:29,48 | +0,59    |     |
| 5    | 27    | Svetlana Gladyševa    | Russia      | 1:29,50 | +0,61    |     |
| 6    | 8     | Picabo Street         | Stati Uniti | 1:29,54 | +0,65    |     |
| 7    | 12    | Régine Cavagnoud      | Francia     | 1:29,72 | +0,83    |     |
| 8    | 1     | Alexandra Meissnitzer | Austria     | 1:29,84 | +0,95    |     |
| 9    | 7     | Hilde Gerg            | Germania    | 1:29,96 | +1,07    |     |
| 9    | 11    | Katrin Gutensohn      | Germania    | 1:29,96 | +1,07    |     |
| 11   | 29    | Ingeborg Helen Marken | Norvegia    | 1:30,19 | +1,30    |     |
| 12   | 3     | Heidi Zurbriggen      | Svizzera    | 1:30,25 | +1,36    |     |
| 13   | 14    | Varvara Zelenskaja    | Russia      | 1:30,38 | +1,49    |     |
| 14   | 10    | Carole Montillet      | Francia     | 1:30,65 | +1,76    |     |
| 15   | 13    | Stefanie Schuster     | Austria     | 1:30,73 | +1,84    |     |
| 16   | 25    | Trude Gimle           | Norvegia    | 1:30,87 | +1,98    |     |
| 17   | 35    | Jonna Mendes          | Stati Uniti | 1:30,89 | +2,00    |     |
| 18   | 22    | Michaela Dorfmeister  | Austria     | 1:31,17 | +2,28    |     |
| 19   | 17    | Kate Pace             | Canada      | 1:31,30 | +2,41    |     |
| 20   | 21    | Bibiana Perez         | Italia      | 1:31,43 | +2,54    |     |
| 21   | 24    | Alessandra Merlin     | Italia      | 1:31,44 | +2,55    |     |
| 22   | 30    | Catherine Borghi      | Svizzera    | 1:31,45 | +2,56    |     |
| 22   | 23    | Mélanie Turgeon       | Canada      | 1:31,45 | +2,56    |     |
| 24   | 20    | Špela Bračun          | Slovenia    | 1:31,54 | +2,65    |     |
| 25   | 33    | Janica Kostelić       | Croazia     | 1:31,97 | +3,08    |     |
| 26   | 34    | Morena Gallizio       | Italia      | 1:32,22 | +3,33    |     |
| 26   | 26    | Kathleen Monahan      | Stati Uniti | 1:32,22 | +3,33    |     |
| 28   | 31    | Kirsten Clark         | Stati Uniti | 1:32,25 | +3,36    |     |
| 29   | 32    | Ekaterina Nesterenko  | Russia      | 1:32,54 | +3,65    |     |
| 30   | 18    | Corinne Rey-Bellet    | Svizzera    | 1:32,92 | +4,03    |     |
| 31   | 36    | Lucie Hrstková        | Rep. Ceca   | 1:33,00 | +4,11    |     |
| 32   | 28    | Anna Larionova        | Russia      | 1:34,36 | +5,47    |     |
| 33   | 39    | Julija Charkivs'ka    | Ucraina     | 1:35,60 | +6,71    |     |
| 34   | 37    | Carola Calello        | Argentina   | 1:36,71 | +7,82    |     |
|      | 6     | Renate Götschl        | Austria     | DNF     | DNF      | DNF |
|      | 9     | Isolde Kostner        | Italia      | DNF     | DNF      | DNF |
|      | 16    | Regina Häusl          | Germania    | DNF     | DNF      | DNF |
|      | 19    | Kristine Kristiansen  | Norvegia    | DNF     | DNF      | DNF |
|      | 38    | Mónika Kovács         | Ungheria    | DSQ     | DSQ      | DSQ |

Legenda:

DNF = prova non completata

DSQ = squalificata

Pos. = posizione

Pett. = pettorale
Ore: 10.30 (UTC+9)

Pista: Olympic Course II

Partenza: 1 590 m s.l.m.

Arrivo: 899 m s.l.m.

Lunghezza: 2 518 m

Dislivello: 691 m

Porte: 32

Tracciatore: Jan Tischhauser (FIS)